# Эль-Фариа
Эль-Фариа (араб. وادي الفارعة‎, ивр. נחל תרצה‎ — Нахаль-Тирца; устар. передача Вади-эль-Фария) — ручей на севере Западного берега реки Иордан. Река впадает в реку Иордан, к югу от моста Адам. Является крупнейшей рекой на Западном берегу. Река пересекает по востоку Иорданскую долину и проходит в основном через дикие территории. Тирца проходит через палестинскую деревню Вади-эль-Фария. Резервуар Тирцы используется для сбора воды с реки, до того как она впадёт в Иордан.

## Название
Арабское название реки — Вади-эль-Фариа. Еврейское название — Тирца, или Нахаль-Тирца. Слово нахаль (ивр. נחל‎) на иврите означает «ручей».
Иосиф Флавий называет место слияния рек Тирца и Иордан «Кореас» (др.-греч. Κορέας). Место традиционно считается пограничным местом Иудеи. Река появляется на карте из Мадабы VI века.

## Археология

### Неолит
Рядом с деревней Вади-эль-Фария находятся несколько археологических объектов эпохи неолита, вероятно принадлежащие Караунской культуре. Три таких объекта были найдены археологом Францисом Турвиль-Петре между 1925 и 1926 годами. Один из таких объектов идентифицирован как кремнедобывающее предприятие, расположенное на высокой террасе. Кроме того, также и другие кремнёвые орудия труда были идентифицированы как принадлежащие данной культуре. Среди них кирки, теслы, буры и другое.

### Фирца
Курган, находящийся рядом с деревней Вади-эль-Фария, был идентифицирован как принадлежащий древнему библейскому городу Фирце. На кургане обнаружены культурные слои неолита, медного века, бронзового века и железного века.